# Liste antiker Ortsnamen und geographischer Bezeichnungen/Ob
| Lateinischer Name | Griechischer Name | Beschreibung | Heute | Quellen und Verweise | Lage |
| ----------------- | ----------------- | ------------ | ----- | -------------------- | ---- |
| Obila             |                   |              |       | Smith;               |      |
| Obilae            |                   |              |       | Smith;               |      |
| Oblimum           |                   |              |       | Smith;               |      |
| Oblivionis Flumen |                   |              |       | Smith;               |      |
| Oboca             |                   |              |       | Smith;               |      |
| Obrimas           |                   |              |       | Smith;               |      |
| Obringa           |                   |              |       | Smith;               |      |
| Obucula           |                   |              |       | Smith;               |      |
| Obulco            |                   |              |       | Smith;               |      |
| Obulensii         |                   |              |       | Smith;               |      |